# John Nietner
John Nietner, né Johannes Werner Theodor Nietner (19 mai 1828 - 21 février 1874), est un naturaliste d'origine prussienne principalement intéressé par la botanique et l'entomologie. Né à Potsdam, il a été naturalisé citoyen britannique et a possédé une plantation de café à Ceylan (actuel Sri Lanka). Il a collecté et décrit de nombreuses espèces d'insectes au cours de son séjour sur l'île, de 1851 à 1874. Il a aussi envoyé des spécimens pour étude en Europe et de nombreuses espèces comme le papillon Cethosia nietneri (en) lui ont été dédiées. Intéressé par les insectes ravageurs, il a écrit un petit livre sur les ravageurs du café en 1861.

## Biographie
Johannes Nietner est né à Paretz, près de Potsdam, où son père Theodor Eduard Nietner (1790-1871) et sa mère Charlotte Louise Albertine ou Bertha née Sello (1802-1835) appartenaient à des familles de jardiniers de la cour. Theodor a travaillé à partir de 1822 comme jardinier en chef à la cour de la reine Louise et de Frédéric-Guillaume III. Bertha appartenait à la famille de jardiniers de la cour Sello et deux de ses frères travaillaient dans les jardins de Sanssouci. En 1832, la famille a déménagé à Niederschönhausen, l'ancienne résidence d'été de la reine Elisabeth-Christine. Bertha est morte en 1835 après la naissance d'un autre fils. Johannes a étudié au lycée à Berlin.
Les voyages et le goût de l'exploration étaient déjà présents dans la famille : un cousin maternel, Friedrich Sellow (1789-1831), avait exploré le Brésil. Les frères de Johannes, Theodor, Louis et Paul sont devenus jardiniers dans la tradition familiale. Louis a déménagé à Java en 1848 pour travailler comme jardinier pour la Compagnie néerlandaise des Indes orientales et y est mort en juin de l'année suivante. Une note de bas de page du père de Johannes dans un article de son fils indique qu'une opportunité s'est présentée à Ceylan après une visite au Dr John Lindley dans son jardin de Chiswick, près de Londres. Lindley a suggéré un endroit à Ceylan où Nietner pourrait travailler : cela pourrait avoir été un domaine appartenant au banquier berlinois Ferdinand Moritz Delmar (en) (1781-1858). Nietner est parti pour Ceylan au printemps 1851 via Alexandrie et Suez pour prendre le poste. Il était en contact étroit avec GHK Thwaites, le directeur du Jardin botanique de Peradeniya,. Une lettre au Journal Entomologique de Berlin de 1857 a informé les entomologistes intéressés par des collections de spécimens de Ceylan de le contacter par l'intermédiaire de son père, le jardinier Nietner à Niederschönhausen. Ses collections de Ceylan, y compris celles qui ont été envoyées à des collaborateurs européens (les plus importants étant Carl August Dohrn, Viktor Motchoulski, Hermann August Hagen, Hermann Loew et Ernst Gustav Kraatz) se trouvent maintenant à l'institut entomologique allemand, au musée d'histoire naturelle de Berlin, au musée d'histoire naturelle de Vienne et au musée d'histoire naturelle de Londres (dans les collections du Dr Thwaites).
Nietner a ensuite acheté un domaine à Ramboda (en) dans le centre de l'île. Selon Rohan Pethiyagoda, il a commencé à travailler en 1853 avec A. & R. Crowe and Co. à Colombo et vers 1857, il a acheté « grâce à son travail et à sa diligence économe » Fernlands Estate à Punduloya (en) avec Staniforth Green, un oncle de l'entomologiste Edward Ernest Green (en). Lors de son voyage en Allemagne en 1863, il pouvait prétendre être un propriétaire de plantation établi, comme l'indique une coupure de presse conservée par sa sœur Pauline. Il s'est marié lors de ce passage avec  Julie Burghalter et est retourné à Ceylan avec sa femme. Nietner a fait plusieurs expéditions  botaniques, recherchant spécifiquement de nouvelles plantes de valeur économique (en particulier des arbres à noix) adaptées à la culture à Ceylan. Il a voyagé aux îles de la Sonde, à La Réunion et en Inde. Il a exploré l'Himalaya en janvier 1853 en partant du Bengale par Delhi, le Cachemire, puis a visité Nainital et Almora. Il a également traversé le sud de l'Inde à pied, en calèche et en palanquin, des Ghats occidentaux à la côte de Coromandel. Il a continué à faire des collections et à les envoyer à son père qui s'occupait de leur vente à divers collectionneurs. Les Nietner ont décidé de retourner en Allemagne en 1874 mais John est mort de dysenterie en route le 21 février ; il est enterré au cimetière de Kanatte (en) à Colombo . Sa veuve est retournée dans la maison familiale de Potsdam ; les collections qu'elle possédait ont probablement été détruites pendant la Première Guerre mondiale.

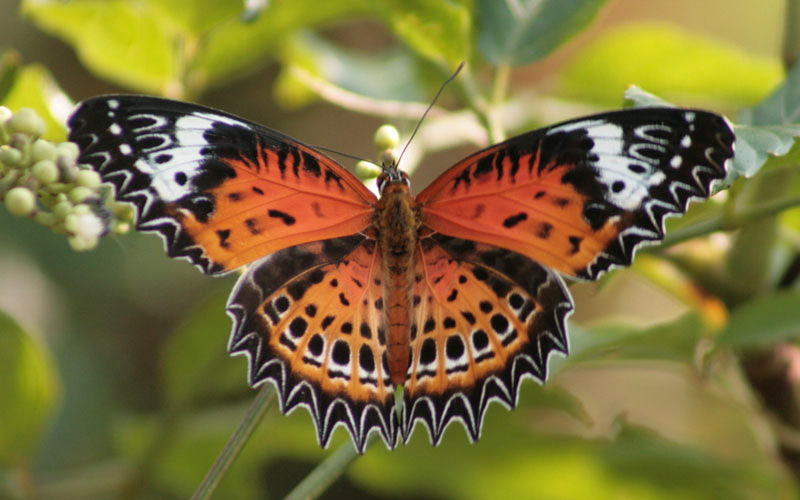
Cethosia nietneri, un papillon du Sri Lanka.

La Société asiatique du Bengale, dont il était membre correspondant depuis 1857, n'a signalé sa mort qu'en 1887. Ernst Haeckel a reçu de sa veuve en 1883 une copie de l’Enumeratio Plantarum Zeylaniae de GHK Thwaites (1864) avant de partir pour Ceylan.
Les espèces nommées d'après Nietner comprennent la libellule Heliogomphus nietneri, la guêpe Microterys nietneri, les fourmis Anochetus nietneri (en) et Pheidole nietneri (en), le strepsiptère Myrmecolax nietneri (ceb), le papillon Cethosia nietneri (en) et les bryophytes Lejeunea nietneri, Acroporium nietnerianum et Radula nietneri. Le gobemouche nain (Ficedula parva) a été découvert pour la première fois en hivernage à Ceylan par Nietner, il a été décrit par Cabanis comme Muscicapa hyperythra et appelé gobemouche rouge de Nietner.

## Travaux
Beaucoup des premières notes de botanique, de jardinage et de voyage de Nietner étaient en allemand et ont été publiées dans l’Allgemeine Gartenzeitung (« journal général des jardins ») édité par son père. Celles-ci comprenaient de courtes notes sur des nouveautés telles qu'un grand cocotier de Ceylan,. Nietner a utilisé la version anglaise de son nom, John, dans ses dernières publications en anglais.
Dans l'un de ses premiers travaux entomologiques, il a écrit une introduction sur les problèmes de la recherche dans des endroits lointains, son manque d'accès à la recherche et aux collections et son ressentiment envers les attitudes des entomologistes européens qui le traitaient comme un simple collectionneur,.
Ses publications en anglais comprennent :
- Products of Ceylon at Paris Universal Exhibition. 'Ceylon Almanac' 1856[23].
- Entomological papers, being chiefly descriptions of new Ceylon Coleoptera with such observations on their habits etc., as appear in any way interesting. J. Asiat. Soc. Bengal 25: 381-394, 523-554 (1856).
- Descriptions of new Ceylon Coleoptera. Ann. Mag. Nat. Hist. (2)19:241-249, 374-388; (2)20:368-375 (1857)
- Entomological papers, being chiefly descriptions of new Ceylon Coleoptera with such observations on their habits etc., as appear in any way interesting. J. Asiat. Soc. Bengal 26: 132-153 (1857).
- Descriptions of new Ceylon Coleoptera. Ann. Mag. Nat. Hist. (3)2: 175-183, 418-431 (1858).
- Observations on the enemies of the coffee tree in Ceylon. Colombo, Ceylon : éditeur inconnu 31 pp. (1861). Une seconde édition révisée par S. Green a été publiée sous le titre The coffee tree and its enemies: being observations on the natural history of the enemies of the coffee tree in Ceylon. Colombo : A.M. & J. Ferguson (1880).